# Marc Lys
Marc Lys (Dinan, 29 april 1963) is een Frans componist, muziekpedagoog, musicoloog, dirigent, pianist en trombonist.

## Levensloop
Lys kreeg muziekles (piano, slagwerk en trombone) aan de muziekschool in zijn geboortestad. Na korte tijd werd hij lid van het Orchestre d'harmonie de Dinan en speelde daar slagwerk en trombone. Later studeerde hij bij Franz Tournier en Jean-Léon Cohen aan het Conservatoire National de Région de Rennes, waar hij een gouden medaille veroverde als pianist, trombonist en voor kamermuziek. Vervolgens studeerde hij tegelijkertijd aan de École Normale de musique de Paris, waar hij zijn diploma als uitvoerend trombonist behaalde, alsook aan de Université Paris 8 in Saint Denis, waar hij zijn diploma als musicoloog kreeg. Daarna studeerde hij piano en muziektheorie aan het Conservatoire national supérieur de musique in Parijs. Verdere studies maakte hij aan het Conservatoire de musique de Genève en bij Michel Becquet aan het Conservatoire national supérieur musique et danse de Lyon en ging in 1982 weer terug aan het Conservatoire national supérieur de musique, waar hij eerste prijzen behaalde voor piano bij Pierre Sancan (1985), kamermuziek bij Christian Lardé (1985), analyse bij Jacques Castérède (1987), contrapunt bij Bernard de Crépy (1987), harmonie bij Roger Boutry (1988), trombone bij Gilles Millière (1988) en compositie, verder zijn diploma als pianoleraar (1987). In 1990 studeert hij jazzcompositie en -arrangement tijdens een zomercursus aan de Eastman School of Music in Rochester bij Bill Dobbins en Bill Holman. Zijn arrangement van het Franse volkslied Marseillaise met als titel Mark Say Yes! oogstte groot succes.
In 1988 werd hij docent voor piano aan het Conservatoire National de Région de Lille in Rijsel en werd in 1992 aldaar dirigent van het koperensemble van deze inrichting. In deze functie verbleef hij tot 2005. Vanaf 1999 is hij verder als docent voor kamermuziek verbonden aan het Centre de formation des enseignants de la musique d'Ile-de-France (CeFEdeM). Sinds september 2005 is hij docent voor À-vuespel (Prima Vista) en ensemblespel voor koperensembles aan het Conservatoire national supérieur de musique in Parijs.
Als trombonist heeft hij zowel orkestervaring verzameld als in kamermuziek ensembles meegewerkt. Hij verzorgde eveneens optredens als solist.
De componist Lys schreef werken voor diverse genres, waarbij de uitbreiding van de literatuur voor trombone een centrale plaats inneemt.

## Composities

### Werken voor orkest
- 2004 Cocktail in Chicago, voor piano en orkest

### Werken voor harmonieorkest of brassband
- 2000 Protocole 2000, voor harmonieorkest
- 2002 Procession et danses, voor brassband
- 2002 Vertiges, voor bastrombone en harmonieorkest
  1. Possession 1
  2. Pulsion
  3. Poursuite
  4. Vaudou
  5. Incantatoire, sensuel et lyrique
  6. Possession 2
  7. Rumba
  8. Bossa groove
  9. Samba
- 2003 Hymne du nouveau siècle, voor harmonieorkest
  1. Echo du siècle passé
  2. Final
- 2004 Une sacrée journée, voor tuba en harmonieorkest
- 2006 Marche pour la paix, voor harmonieorkest
- 2010 Trip-sticks Concerto, voor slagwerk solo en harmonieorkest
- 2011 Tangothique, voor eufonium solo en harmonieorkest

### Muziektheater

#### Toneelmuziek
- 1999 Feezzy et le trombone de Merlin, voor 3 acteurs, kinderkoor, jazztrio, trombonekwintet en tromboneensemble 
  1. Merlin a le cœur d'un enfant
  2. Bouge la!
  3. Premier cours de trombone
- 2004 Le tambour de Bongo, voor spreker, 2 vocale solisten, gemengd koor, Afrikaanse percussie en harmonieorkest
- 2008 Destinations lointaines, voor 4 vocale solisten, gemengd koor, jazzensemble en accordeon

### Kamermuziek
- 1984 Cocktail, voor trombone en piano[1]
- 1985 Suite pour un poker d'as, voor trombonekwartet
- 1986 Deux petites pièces, voor trombone en piano
- 1987 Ballade, voor trombone en piano
- 1987 Cool Lys, voor trombone en piano
- 1997 Hymne du nouveau siècle, voor koperensemble en slagwerk
- 1997 Concertino, voor trombone, koperensemble en slagwerk
  1. Largo
  2. Latin
  3. Più andante - Allegro moderato
  4. T° de valse
- 1998 Elucubrations, voor trombone en blaaskwintet
- 1999 Marche pour la paix, voor trombonekwintet en kleine trom
- 1999 Rapsodie armoricaine, voor trombone en piano
- 2003 Procession et danses, versie voor koperensemble en slagwerk
- 2003 Vertiges, versie voor bastrombone, piano en slagwerk
- 2005 Sonateen Ager, voor trombone en piano[2]
- 2005 Vertiges, versie voor trombone, piano en slagwerk
- 2007 Hymne du nouveau siècle, versie voor 2 piano's en slagwerk
- 2007 Trois à Troyes, voor trombonetrio
- 2008 Bis, Marc!, voor trombonekwartet
- 2008 Bis, Marc!, versie voor 3 eufoniums en tuba
- 2010 Messages, voor trombonekwartet
- 2010 Trip-sticks Concerto, versie voor slagwerk solo en piano
- 2011 Tangothique, versie voor eufonium en piano
- 2012 Hope, voor trombone solo en trombonekwintet